# Петър Крумов (диригент)
Вижте пояснителната страница за други личности с името Петър Крумов.
Петър Крумов Атанасов е български хоров диригент, композитор и аранжор.

## Биография
Роден е на 6 август 1934 г. в град Стара Загора. Завършва хорово дирижиране през 1957 г. в Българската държавна консерватория (днес Национална музикална академия „Панчо Владигеров“) при професор Георги Димитров. От същата 1957 г. е главен художествен ръководител на Добруджанския ансамбъл за народни песни и танци от град Добрич, който ръководи до 1982 г. До 1988 г. е ръководител на фолклорния ансамбъл „Силистра“. С ансамблите, които ръководи изнася повече от 1000 концерта в страната и в много страни на Европа и Азия. Член е на международното жури на фолклорните фестивали в Загреб (1968 г.) и Виходна (1976 г.). Професионалният му интерес към фолклора определя характера на неговото творчество в различни жанрове, свързано с фолклорните образци и тяхната авторска обработка. Петър Крумов е автор на над 600 песни и инструментални пиеси. Писал е още музика към театрални постановки, хорови и солови песни, оркестрови пиеси. Осъществява записи на 15 грамофонни плочи и аудиокасети с негови произведения. Награден е със златни медали от националните фолклорни конкурси (1959, 1964, 1969 и 1984 г.); конкурса “Песни за морето” (1989 г.) и др. Автор е на книги за българския фолклор и българската музика. Публикува сборници с народни песни, пише статии, рецензии и др.
През 2003 г. е удостоен със званието „Почетен гражданин на град Добрич“.
Умира на 20 декември 2021 г.